# آدولف گرتس
آدولف گرتس (انگلیسی: Adolf Gehrts; ۳۰ اکتبر ۱۸۸۶ – ۱۷ ژانویهٔ ۱۹۴۳) بازیکن فوتبال اهل رایش آلمان بود.
از باشگاه‌هایی که در آن بازی کرده‌است می‌توان به اشاره کرد.
وی همچنین در تیم ملی فوتبال آلمان بازی کرده‌است.